# ニトロキシニル
ニトロキシニル（英: Nitroxinil）は、ヒツジやウシの寄生虫に対する駆虫薬である。肝蛭に対して活性があり、消化管内の糸状虫に対して低い活性がある。商品名にはFluconix、Dovenix、Trodaxなどがある。ニトロキシニルは、ベンゾイミダゾール系に耐性を持つ捻転胃虫に対しても使用される。
ニトロキシニルは、p-ヒドロキシベンゾニトリル誘導体の研究計画の一環として、1960年代半ばにMay & Bakerによって開発された。ニトロキシニルに加えて、除草剤のアイオキシニル（3,5-ジヨード）とブロモキシニル（3,5-ジブロモ）も同社によって開発された。ニトロキシニルはヨード基1つに加えてニトロ基を持つ。
ニトロキシニルは水にほとんど溶けない。通常、水溶性のエチルグルカミン塩の形で動物に皮下注射される 。食用の乳を生産する動物に投与してはならない。